# Bosó de Goldstone
En la física de partícules i de la matèria condensada, els bosons de Goldstone o els bosons de Nambu-Goldstone (NGB) són bosons que apareixen necessàriament en models que presenten una ruptura espontània de simetries contínues. Van ser descoberts per Yoichiro Nambu en física de partícules en el context del mecanisme de superconductivitat BCS, i posteriorment dilucidats per Jeffrey Goldstone, i generalitzats sistemàticament en el context de la teoria quàntica de camps. En la física de la matèria condensada, aquests bosons són quasipartícules i es coneixen com a modes d'Anderson-Bogoliubov.
Aquests bosons sense fil corresponen als generadors de simetria interna trencats espontàniament, i es caracteritzen pels nombres quàntics d'aquests. Es transformen de manera no lineal (desplaçament) sota l'acció d'aquests generadors i, per tant, poden ser excitats fora del buit asimètric per aquests generadors. Per tant, es poden considerar com les excitacions del camp en les direccions de simetria trencada a l'espai del grup, i són sense massa si la simetria trencada espontàniament no es trenca també explícitament.
Si, en canvi, la simetria no és exacta, és a dir, si està trencada explícitament així com espontàniament, aleshores els bosons de Nambu-Goldstone no són sense massa, encara que normalment romanen relativament lleugers; llavors s'anomenen bosons pseudo-Goldstone o bosons pseudo-Nambu-Goldstone (abreujat PNGBs).

## Teorema de Goldstone
El teorema de Goldstone examina una simetria contínua genèrica que es trenca espontàniament; és a dir, els seus corrents es conserven, però l'estat fonamental no és invariant sota l'acció de les càrregues corresponents. Aleshores, necessàriament, apareixen noves partícules escalars sense massa (o lleugeres, si la simetria no és exacta) en l'espectre de possibles excitacions. Hi ha una partícula escalar, anomenada bosó Nambu-Goldstone, per a cada generador de simetria que es trenca, és a dir, que no conserva l'estat fonamental. El mode Nambu-Goldstone és una fluctuació de longitud d'ona llarga del paràmetre d'ordre corresponent.
En virtut de les seves propietats especials en l'acoblament al buit de la teoria del trencament de la simetria respectiva, els bosons de Goldstone que s'esvaeixen ("tous") implicats en amplituds teòriques de camp fan que aquestes amplituds s'esvaeixin ("zeros d'Adler").

## Exemples

### Natural
- En els fluids, el fonó és longitudinal i és el bosó de Goldstone de la simetria galileana trencada espontàniament. En sòlids, la situació és més complicada; els bosons de Goldstone són els fonons longitudinals i transversals i són els bosons de Goldstone de simetria galileana, translacional i rotacional trencada espontàniament sense una correspondència simple un a un entre els modes de Goldstone i les simetries trencades.
- En els imants, la simetria de rotació original (present en absència de camp magnètic extern) es trenca espontàniament de manera que la magnetització apunta en una direcció específica. Els bosons de Goldstone són llavors els magnons, és a dir, ones de spin en les quals oscil·la la direcció de magnetització local.
- Els pions són els bosons pseudo-Goldstone que resulten de la ruptura espontània de les simetries de sabor quiral de QCD efectuada per la condensació de quarks a causa de la forta interacció. Aquestes simetries es trenquen explícitament per les masses dels quarks, de manera que els pions no són sense massa, però la seva massa és significativament més petita que les masses d'hadrons típiques.
- Els components de polarització longitudinal dels bosons W i Z corresponen als bosons de Goldstone de la part trencada espontàniament de la simetria electrodèbil SU(2) ⊗ U(1), que, tanmateix, no són observables. Com que es mesura aquesta simetria, els tres bosons de Goldstone són absorbits pels tres bosons de gauge corresponents als tres generadors trencats; això dona a aquests tres bosons gauge una massa i el tercer grau de llibertat de polarització necessari associat. Això es descriu al model estàndard mitjançant el mecanisme de Higgs. Un fenomen anàleg es produeix en la superconductivitat, que va servir com a font original d'inspiració per a Nambu, és a dir, el fotó desenvolupa una massa dinàmica (expressada com a exclusió de flux magnètic d'un superconductor), cf. la teoria de Ginsburg-Landau.
- Les fluctuacions primordials durant la inflació es poden veure com bosons de Goldstone sorgits a causa de la ruptura espontània de la simetria de la simetria de translació del temps d'un univers de Sitter. Aquestes fluctuacions en el camp escalar d'inflaton generen posteriorment la formació de l'estructura còsmica.
- Ricciardi i Umezawa van proposar el 1967 una teoria general (cervell quàntic) sobre el possible mecanisme cerebral d'emmagatzematge i recuperació de la memòria en termes de bosons de Nambu-Goldstone. Aquesta teoria va ser ampliada posteriorment l'any 1995 per Giuseppe Vitiello tenint en compte que el cervell és un sistema "obert" (el model quàntic dissipatiu del cervell). E. Del Giudice, S. Doglia, M. Milani i G. Vitiello i E. Del Giudice han publicat aplicacions de la ruptura de simetria espontània i del teorema de Goldstone als sistemes biològics en general., G. Preparata i G. Vitiello. Mari Jibu i Kunio Yasue i Giuseppe Vitiello, basant-se en aquestes troballes, van discutir les implicacions per a la consciència.

### Teoria
Considereu un camp escalar complex ϕ, amb la restricció que {\displaystyle \phi ^{*}\phi =v^{2}}, una constant. Una manera d'imposar una restricció d'aquest tipus és incloure un terme d'interacció potencial en la seva densitat lagrangiana ,
{\displaystyle \lambda (\phi ^{*}\phi -v^{2})^{2}~,}
i prenent el límit com a λ → ∞. Això s'anomena "model σ no lineal abelià".
La restricció i l'acció, a continuació, són invariants sota una transformació de fase U (1), δϕ=iεϕ. El camp es pot redefinir per donar un camp escalar real (és a dir, una partícula de spin zero) θ sense cap restricció per
{\displaystyle \phi =ve^{i\theta }}
on θ és el bosó Nambu-Goldstone (en realitat {\displaystyle v\theta } is) i la transformació de simetria U (1) afecta un desplaçament a θ, és a dir
{\displaystyle \delta \theta =\epsilon ~,}
però no conserva l'estat fonamental |0〉 (és a dir, la transformació infinitesimal anterior no l'aniquila —el segell distintiu de la invariància), com és evident en la càrrega del corrent a continuació.
Així, el buit és degenerat i no invariant sota l'acció de la simetria trencada espontàniament.
La densitat lagrangiana corresponent ve donada per
{\displaystyle {\mathcal {L}}={\frac {1}{2}}(\partial ^{\mu }\phi ^{*})\partial _{\mu }\phi -m^{2}\phi ^{*}\phi ={\frac {1}{2}}(-ive^{-i\theta }\partial ^{\mu }\theta )(ive^{i\theta }\partial _{\mu }\theta )-m^{2}v^{2},}
i per tant
{\displaystyle ={\frac {v^{2}}{2}}(\partial ^{\mu }\theta )(\partial _{\mu }\theta )-m^{2}v^{2}~.}
Tingueu en compte que el terme constant {\displaystyle m^{2}v^{2}} a la densitat lagrangiana no té cap significat físic, i l'altre terme és simplement el terme cinètic per a un escalar sense massa.
El corrent U (1) conservat induït per la simetria és
{\displaystyle J_{\mu }=v^{2}\partial _{\mu }\theta ~.}
La càrrega, Q, resultant d'aquest corrent canvia θ i l'estat fonamental a un nou estat bàsic degenerat. Així, un buit amb 〈θ〉 = 0 es desplaçarà a un buit diferent amb 〈θ〉 = ε. El corrent connecta el buit original amb l'estat del bosó Nambu-Goldstone, 〈0|J0(0)|θ〉≠ 0.
La càrrega, Q, resultant d'aquest corrent canvia θ i l'estat fonamental a un nou estat bàsic degenerat. Així, un buit amb 〈θ〉 = 0 es desplaçarà a un buit diferent amb 〈θ〉 = ε. El corrent connecta el buit original amb l'estat del bosó Nambu-Goldstone, 〈0|J0(0)|θ〉≠ 0.

En canvi, però, les expectatives de buit que no s'esvaeixen d'increments de transformació, 〈δϕg〉, especifiquen els vectors propis nuls rellevants (Goldstone) de la matriu de masses ,
| {\displaystyle \left\langle {\partial ^{2}V \over \partial \phi _{i}\partial \phi _{j}}\right\rangle \langle \delta \phi _{j}\rangle =0~,} |i per tant els corresponents valors propis de massa zero.